# Донаувьорт
Донаувьорт (на немски: Donauwörth) е окръжен град в северна Швабия в Бавария, Германия до река Дунав с 18 550 жители (към 31 декември 2013).
През 955 г. се построява първият мост през Дунав. През 1301 г. градът става имперски град до 1940 г.